# Dušan Vukotić
Dušan Vukotić (Bileća, 7 de fevereiro de 1927 — Zagreb, 8 de julho de 1998) foi um autor e diretor bósnio de curta-metragens de animação.

## Carreira
Em 1953, Vukotić tornou-se um dos membros fundadores da Zagreb Film. Ele trabalhou lá por mais de quatro décadas e dirigiu desenhos como Cow on the Moon.
Ele dirigiu Surogat ("O substituto"), que ganhou o Oscar de melhor curta de animação em 1961, tornando-se o primeiro filme estrangeiro a fazê-lo. Outro de seus filmes, Igra ("O jogo"), foi indicado ao Oscar em 1964.
Após a década de 1960, ele raramente fez curtas-metragens de animação, fazendo três longas-metragens - um conto de fantasia para crianças, Sedmi kontinent ("The Seventh Continent", 1966), um filme de ação, Akcija Stadion ("Operation Stadium") sobre a resistência dos estudantes de Zagreb ao regime Ustaša em 1941, e a paródia de ficção científica / terror Gosti iz galaksije ("Visitantes da Galáxia de Arkana", 1981). Em 1963, foi membro do júri do 3º Festival Internacional de Cinema de Moscou.